# John Mahoney
Charles Jonathan „John” Mahoney (ur. 20 czerwca 1940 w Blackpool, zm. 4 lutego 2018 w Chicago) – brytyjsko-amerykański aktor. Najbardziej znany z roli w amerykańskim serialu Frasier (1993–2004).

## Filmografia (wybór)
- 1986: Ulice złota
- 1987: Podejrzany
- 1987: Wpływ księżyca
- 1988: Frantic
- 1988: Eight Men Out
- 1988: Zdradzeni
- 1989: Say Anything...
- 1990: Wydział Rosja
- 1991: Barton Fink
- 1994–2004: Frasier; serial telewizyjny
- 1993: Na linii ognia
- 1994: Hudsucker Proxy
- 2007: Ja cię kocham, a ty z nim